# جنگ درستکاری (فیلم ۱۹۸۸)
جنگ درستکاری یا جنگ حق و باطل (به هندی: Dharamyudh) فیلمی محصول سال ۱۹۸۸ و به کارگردانی سودارشان ناگ است. در این فیلم بازیگرانی همچون سونیل دات، شاتورگان سینها، کیم کاتکار، آدیتای پانچولی، رانجیت، پران، سورش اوبروی و سوشما ست ایفای نقش کرده‌اند.